# Biblioteca nacional

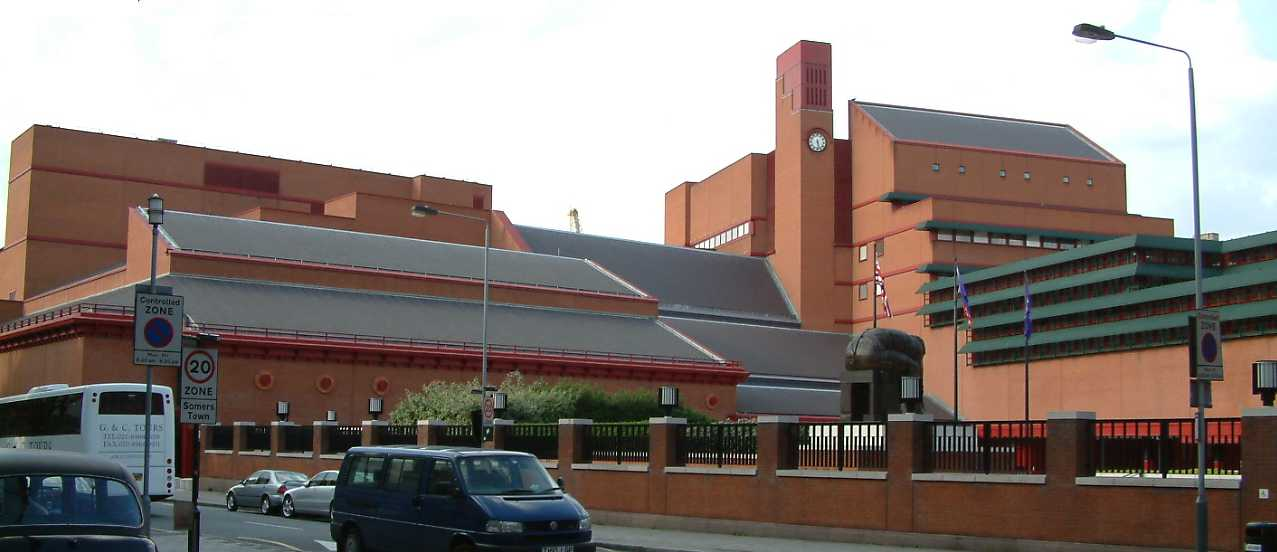
Biblioteca Nacional do Reino Unido

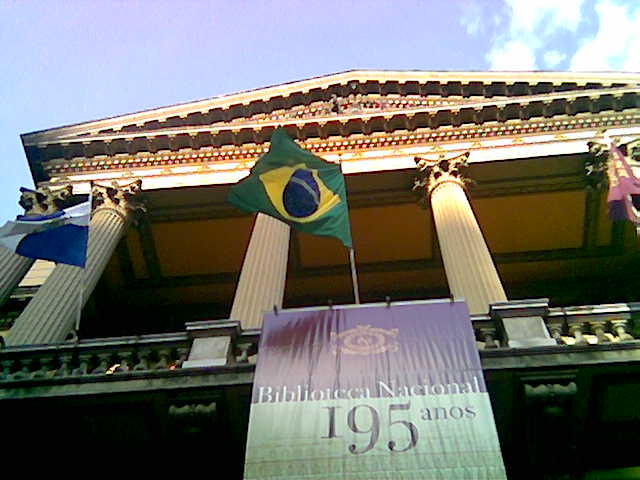
Biblioteca Nacional do Brasil

Uma biblioteca nacional é uma biblioteca especificamente estabelecida pelo governo de um país para servir de repositório do patrimônio bibliográfico (livros, jornais, revistas, folhetos, gravações etc.) desse país. Ao contrário das bibliotecas públicas, uma biblioteca nacional é composta por coleções únicas e históricas de acesso restrito ao público, também raramente oferece aos cidadãos serviço de empréstimo. No entanto, há definições mais amplas de uma biblioteca nacional, colocando menos ênfase ao caráter repositório.
Difere-se do Arquivo Nacional, pois não guarda documentos administrativos, legais ou coleções de instituições públicas ou particulares. Pela sua função depositária, as bibliotecas nacionais são geralmente notáveis pelo tamanho de seus acervos e edifícios, comparada com outras bibliotecas do mesmo país.
É responsável pelo controle bibliográfico, através do registro, coleta e guarda das obras bibliográficas publicadas no país, amparando-se na lei federal de depósito legal. Como custódio do patrimônio de uma nação, nos casos previstos na lei de depósito legal, certa quantidade de exemplares das obras impressas ou produzidas em outros suporte no país, devem ser depositadas na biblioteca nacional. Esta medida também serve para registrar e constatar os direitos do autor.
Algumas comunidades autônomas e estados que não são independentes, mas que desejam preservar a sua cultura particular, criaram uma biblioteca nacional com todos os atributos de tais instituições, tais como o depósito legal.
A maior biblioteca do mundo é a Biblioteca do Congresso, considerada a biblioteca nacional dos Estados Unidos. Na Europa destaca-se os fundos documentais da Biblioteca Nacional do Reino Unido, a Biblioteca Britânica, e a Biblioteca Nacional da Rússia que pertencem ao grupo The European Library (A Biblioteca Europeia) destinado a pesquisar as existências das bibliotecas nacionais europeias.

## Depósito legal e direitos autorais

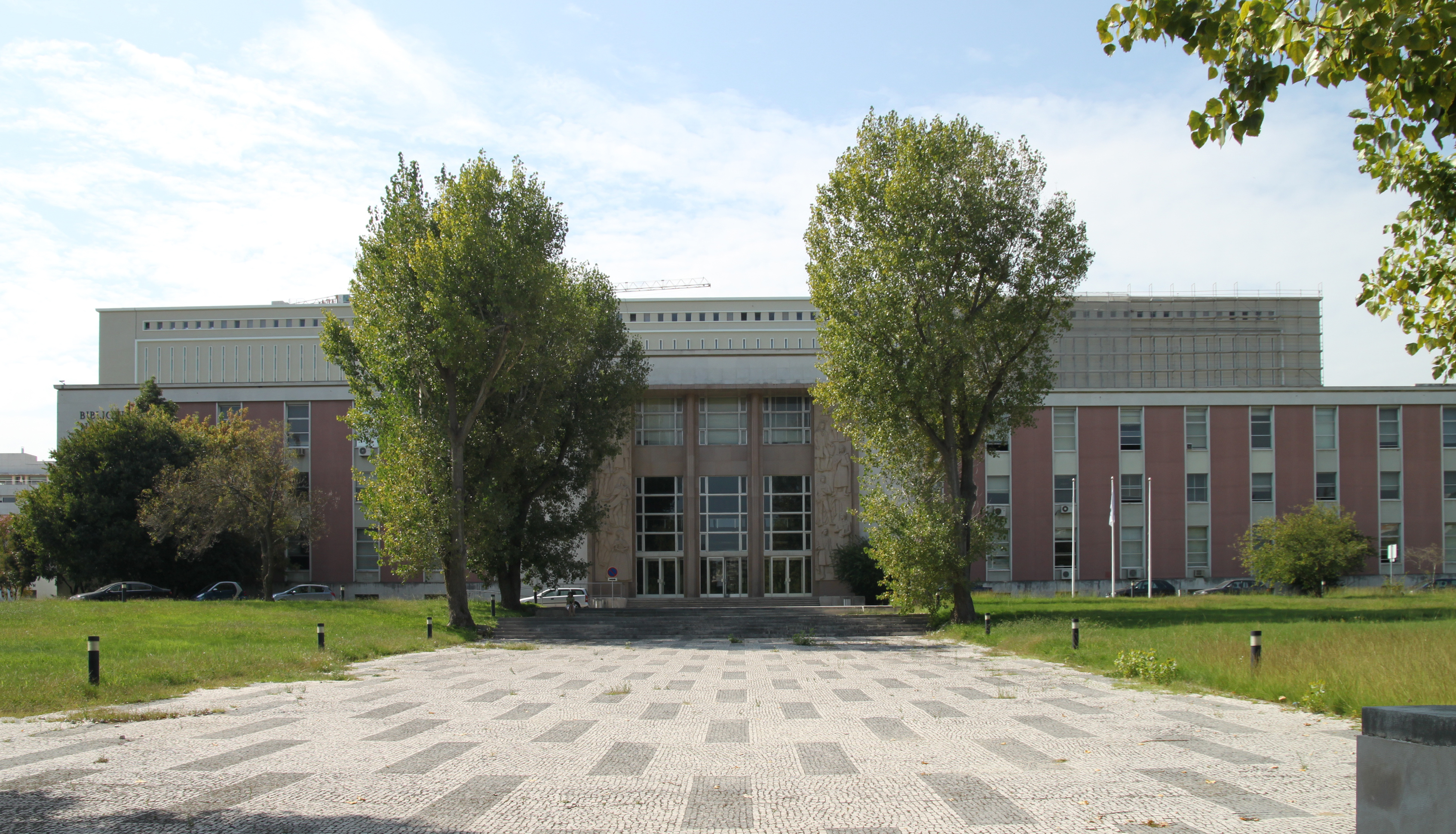
Biblioteca Nacional de Portugal

O princípio do depósito legal é comummente aplicado nos países que possuem biblioteca nacional para auxiliar na regulamentação e controle da produção bibliográfica nacional, possuindo particularidades de acordo com as orientações de cada país.
No Brasil o depósito legal está disposto nas Leis n.º 10.994, de 14 de dezembro de 2004 e n.º 12.192, de 14 de janeiro de 2010, que obriga o repasse de pelo menos um exemplar de todas a publicações produzidas no país à Biblioteca Nacional, buscando assegurar o recolhimento, guarda, preservação e difusão da produção intelectual brasileira. Inclui-se obras de natureza bibliográfica e musical.
No Reino Unido, a Lei de Depósito Legal de Bibliotecas de 2003 (The Legal Deposit Libraries Act 2003) reafirma a Lei de Direitos Autorais de 1911, que uma cópia de cada livro publicado, deve ser enviado à Biblioteca Nacional (British Library). Cinco outras bibliotecas (a Biblioteca Bodleiana da Universidade de Oxford; a Biblioteca Universitária de Cambridge; a Biblioteca Nacional da Escócia; a Biblioteca do Trinity College, em Dublin; e a Biblioteca Nacional do País de Gales) têm direito a solicitar uma cópia gratuita no prazo de um ano da publicação. A natural internacionalização da indústria editorial garante que todos os importantes publicações de língua inglesa a partir de outras partes do mundo também estão incluídos.
Na Irlanda, a Lei de Direito Autoral e Direitos Correlatos de 2000 (Copyright and Related Rights Act 2000) especifica que uma cópia de cada livro publicado deve ser entregue à Biblioteca Nacional da Irlanda; à Biblioteca do Trinity College, em Dublin; à biblioteca da Universidade de Limerick; a biblioteca da Dublin City University; e na Biblioteca Britânica. Quatro cópias devem ser entregues à Universidade Nacional da Irlanda para distribuição às suas unidades constituintes. Além disso, a pedido por escrito, no prazo de doze meses de publicação, uma cópia deve ser entregue à Biblioteca Bodleian, da Universidade de Cambridge Library, à Biblioteca Nacional da Escócia, e à Biblioteca Nacional de Gales.
Na Austrália, a Lei de Direitos Autorais de 1968 e outros atos de lei requerem que uma cópia de cada livro publicado na Austrália deverá ser depositado na Biblioteca Nacional da Austrália, em biblioteca estaduais relevantes para o estado em que o livro foi publicado, e em algumas bibliotecas de outros estados tais como as parlamentares e bibliotecas universitárias.

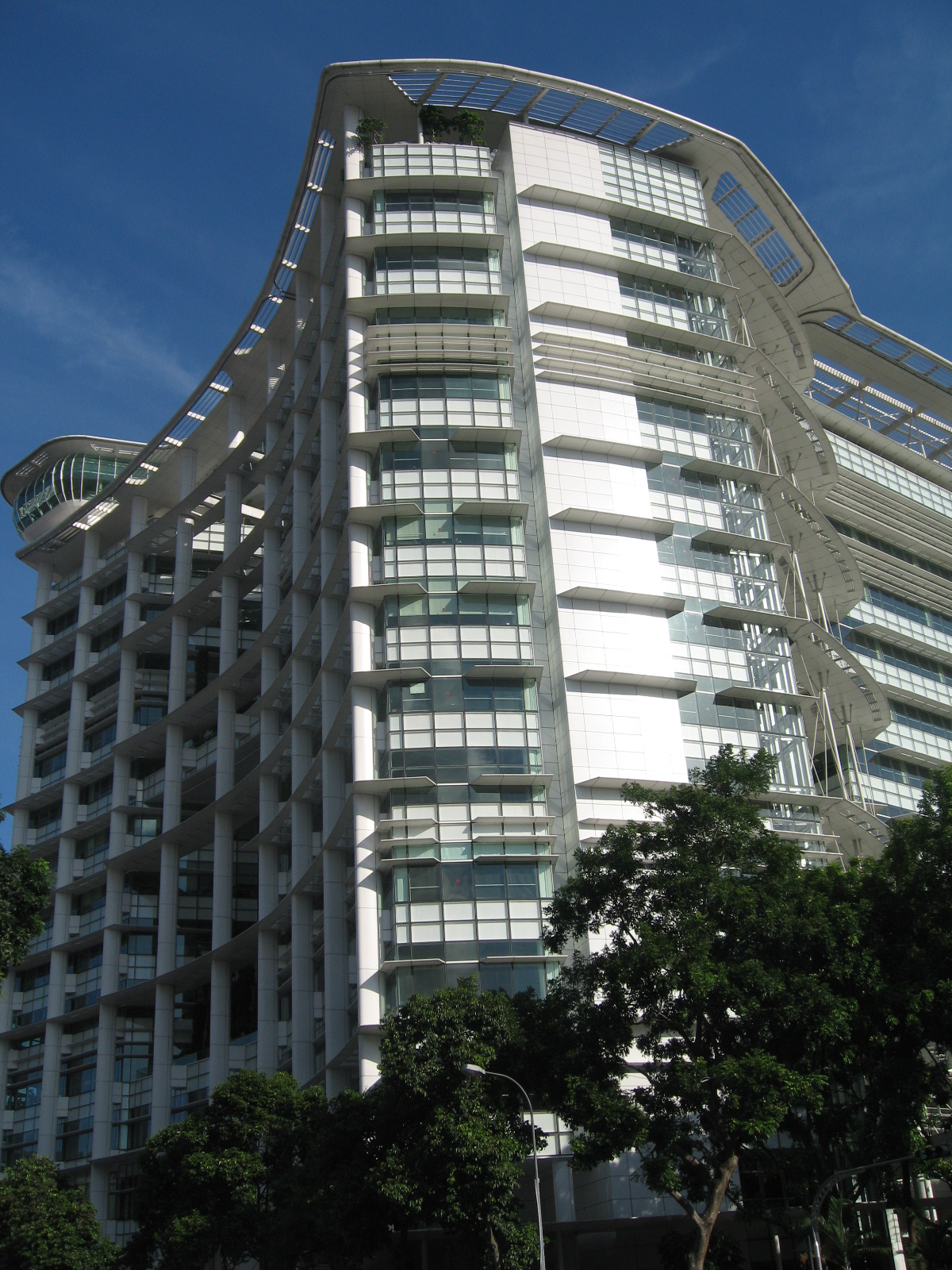
Biblioteca Nacional de Singapura

Um sistema semelhante também existe no Canadá, com relação à sua biblioteca nacional, conhecida como Biblioteca e Arquivos do Canadá (Bibliothèque et Archives Canada) e a Bibliothèque et Archives nationales du Québec, em Quebec, que dá direito a dois exemplares (para publicações a varejo que custam menos de 250 dólares), ou uma cópia (para publicações a varejo que custam 250 dólares ou mais) de livros publicados em Quebec desde 1968.
Desde 1537, todas as obras publicadas na França deve ser depositadas na Bibliothèque Nationale de France. Desde 1997, ela também recebeu depósitos de obras digitais.
Desde 1661, a Biblioteca Real sueca é amparada pelo direito a uma cópia de todos os trabalhos publicados na Suécia.
Em Singapura, a Lei do Conselho da Biblioteca Nacional (National Library Board Act) exige que todos os editores em Singapura depositem duas cópias de cada publicação para o Conselho de Biblioteca Nacional, dentro de quatro semanas a partir da data de publicação.
Outros países, como Estados Unidos, não seguem essa exigência. Os Estados Unidos, no entanto, exigem que qualquer editor apresentar duas cópias de uma obra intelectual para o Escritório de Direitos Autorais dos Estados Unidos (United States Copyright Office) na Biblioteca do Congresso - isto é conhecido como depósito obrigatório - mas a instituição é seletiva sobre que trabalhos mantém no acervo. A natureza internacional da indústria editorial garante que todos as importantes publicações de língua inglesa produzidas em outras partes do mundo também sejam incluídas. Tem também as bibliotecas depositárias federal, que recebem uma cópia de todas as publicações do escritório de imprensa do governo.

## Controle bibliográfico nacional

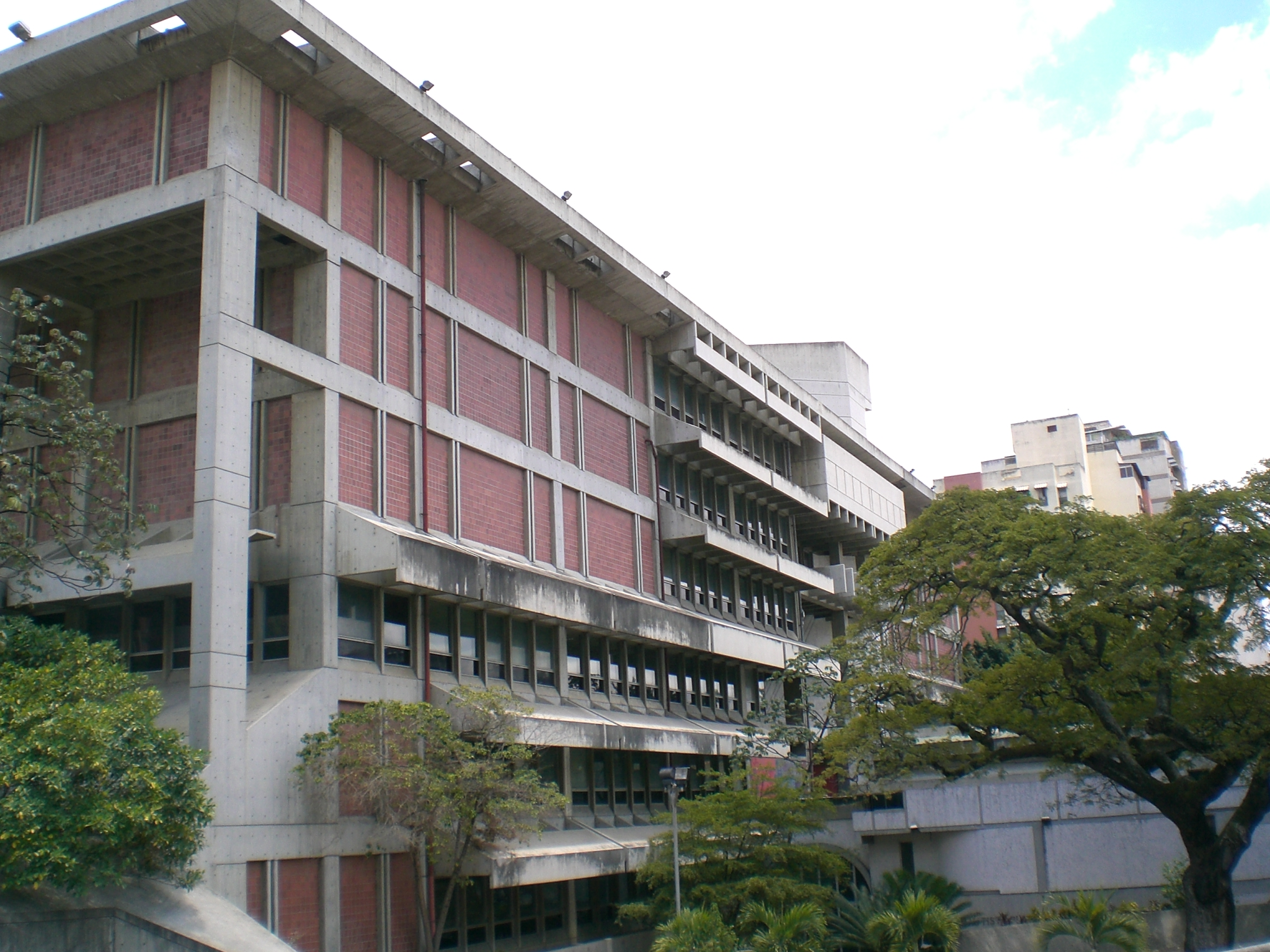
Biblioteca Nacional da Venezuela

Um dos principais objetivos de uma biblioteca nacional é cumprir parte do objetivo comum internacional de controle bibliográfico universal de uma nação, garantindo o controle bibliográfico de todos os livros publicados no país em questão ou livros em língua nacional produzido em outros países, de alguma maneira.
A primeira parte do objetivo é normalmente conseguida através dos meios de leis de depósito legal ou (como é o caso dos Estados Unidos) por uma série de programas diferentes, tais como um serviço de catalogação na publicação. Por este serviço, a Biblioteca do Congresso cria a ficha catalográfica do livro (catalogação na fonte) para qualquer editora que envia um projeto final ou algum tipo de prova de um livro atualmente em produção. Outras bibliotecas nacionais oferecem serviços semelhantes ou aplica práticas obrigatórias similares a esta.
A segunda parte do objetivo é alcançado através de programas de aquisição e políticas de desenvolvimento de coleções que têm como alvo os mercados de livros em outras nações, e que fomentam acordos internacionais com outros países com bibliotecas nacionais que têm controle bibliográfico nacional como um dos seus objetivos. Protocolos de intercâmbio e acesso são definidos permitindo estes países a ler os catálogos uns dos outros e padronizar entradas de catálogo, tornando assim mais fácil para cada biblioteca nacional para se tornar consciente de cada possível documento publicado que poderia incluir na biblioteca de seu país.

## Maiores bibliotecas nacionais
As maiores bibliotecas nacionais do mundo são:
- Biblioteca Nacional da Alemanha
- Biblioteca Nacional do Brasil
- Biblioteca Nacional da China
- Biblioteca Nacional do Canadá
- Biblioteca do Congresso (Estados Unidos)
- Biblioteca Nacional de Israel
- Biblioteca Nacional de Portugal
- Biblioteca Britânica (Reino Unido)
- Biblioteca Nacional da Rússia